# Дуальки
Дуальки (итал. Dualchi) — коммуна в Италии, располагается в регионе Сардиния, в провинции Нуоро.
Население составляет 764 человека (2008 г.), плотность населения составляет 33 чел./км². Занимает площадь 23 км². Почтовый индекс — 8010. Телефонный код — 0785.
Покровителем коммуны почитается святой Леонард Ноблакский, празднование 6 ноября.

## Демография
Динамика населения:

## Администрация коммуны
- Официальный сайт: http://www.comune.dualchi.nu.it/